# مات كارتر
مات كارتر هو لاعب كرة القدم الكندية كندي، ولد في 2 أغسطس 1986 في كيلونا في كندا.